# Kunkelspass
Der Kunkelspass ist ein 1357 m ü. M. hoher Gebirgspass in den Glarner Alpen südlich des Weilers Kunkels im Schweizer Kanton Graubünden. Er liegt zwischen dem Crap Mats (2947 m) und dem Calanda (2806 m). Über ihn verläuft eine untergeordnete Wasserscheide, zwischen der Tamina im Norden und dem Bach, der nach Süden in den Alpenrhein fliesst. Die Verbindung führt vom nördlich gelegenen Vättis im Taminatal nach Tamins im Bündner Rheintal und hat eine Scheitelhöhe von 1357 m ü. M., wo sich ein Bergrestaurant befindet.

## Geographie
Der Kunkelspass markiert geologisch den Ostrand des Aarmassivs, das bei Vättis nochmals aufgeschlossen wird. Er liegt zwischen den steil abfallenden Wänden des  Calanda im Osten und der Berggruppe um den Ringelspitz im Westen.
Indizien sprechen dafür, dass der Kunkelspass dem urzeitlichen Verlauf des Rheins entsprechen dürfte. Auf der Passhöhe befindet sich die Alp Überuf mit Berggasthaus.

## Geschichte
Funde legen nahe, dass der Saumweg über den Kunkelspass schon zur Römerzeit überquert wurde. So stammt auch der Name vom lateinischen concha ab, was Muschel bedeutet.
In späterer Zeit wurde er für das Kloster Pfäfers wichtig, das zahlreiche Besitzungen in Graubünden besass. Der Kunkel diente als Ausweichroute, wenn das Rheintal bei Hochwasser nicht begehbar war, oder zur Umgehung der dortigen Zollstationen. Der Saumweg diente auch als Zugang zu den Maiensässen der Taminser und für den Viehtrieb auf die südlichen Märkte.
Die heutige schmale Fahrstrasse und der Tunnel auf der Taminserseite mit den aussichtsreichen Durchbrüchen in der Tunnelwand wurde während des Ersten Weltkriegs erstellt. Bis dahin bog der Saumweg etwa 200 m nördlich der heutigen Passhöhe nach Osten in die Schlucht des «Foppaloches» ab und umging damit die schroffen, jetzt mit dem Tunnel unterquerten Felswände des Garschlichopfes. Die alte Route kann heute als alternativer, steiler Wanderweg zum Weg durch den Tunnel benutzt werden. Er wird trotz des allgemeinen Fahrverbots oft auch von Mountainbikern benutzt.

## Verkehr
Der Kunkelspass wird im Winter nicht geräumt, die auf der Südseite nicht mit Schwarzbelag versehene Strasse führt dort durch die steilen Rutsch- und Schutthänge des Taminser Bergsturzes. Das Befahren mit Motorfahrzeugen ist von Süden ab dem Dorfende von Tamins und von Norden ab dem Langwiesparkplatz nur mit offizieller Bewilligung erlaubt. Bei der Gemeinde Tamins kann eine Fahrbewilligung erteilt werden. Eine Jahresbewilligung stellt die Gemeinde Tamins ebenfalls aus. Eine Jahresbewilligung für Fahrzeuge unter 3,5 Tonnen kostet 50 Franken, eine Monatsbewilligung 32 Franken. Motorräder die Hälfte, Fahrzeuge ab 3,5 Tonnen das Doppelte. Kurzzeitgenehmigungen können über Gästebetriebe beantragt werden.
Von Pfäfers bis Tamins führt eine Hochspannungsleitung durch das gesamte Tal zwischen Calanda und Ringelspitz. Sie überquert auch den Kunkelspass und südlich davon das Foppaloch.

## Tourismus
Heute ist der Kunkel ein beliebtes Wander- und Veloziel. Die Rundtour von Chur über den Kunkelspass gilt mit ihren schönen Aussichtspunkten als Velo-Klassiker. Ein Wanderweg führt vom Pass zur Ringelspitzhütte, ein Güterweg bis zur Grossalp etwa 150 Höhenmeter unter der Hütte.

## Weblinks

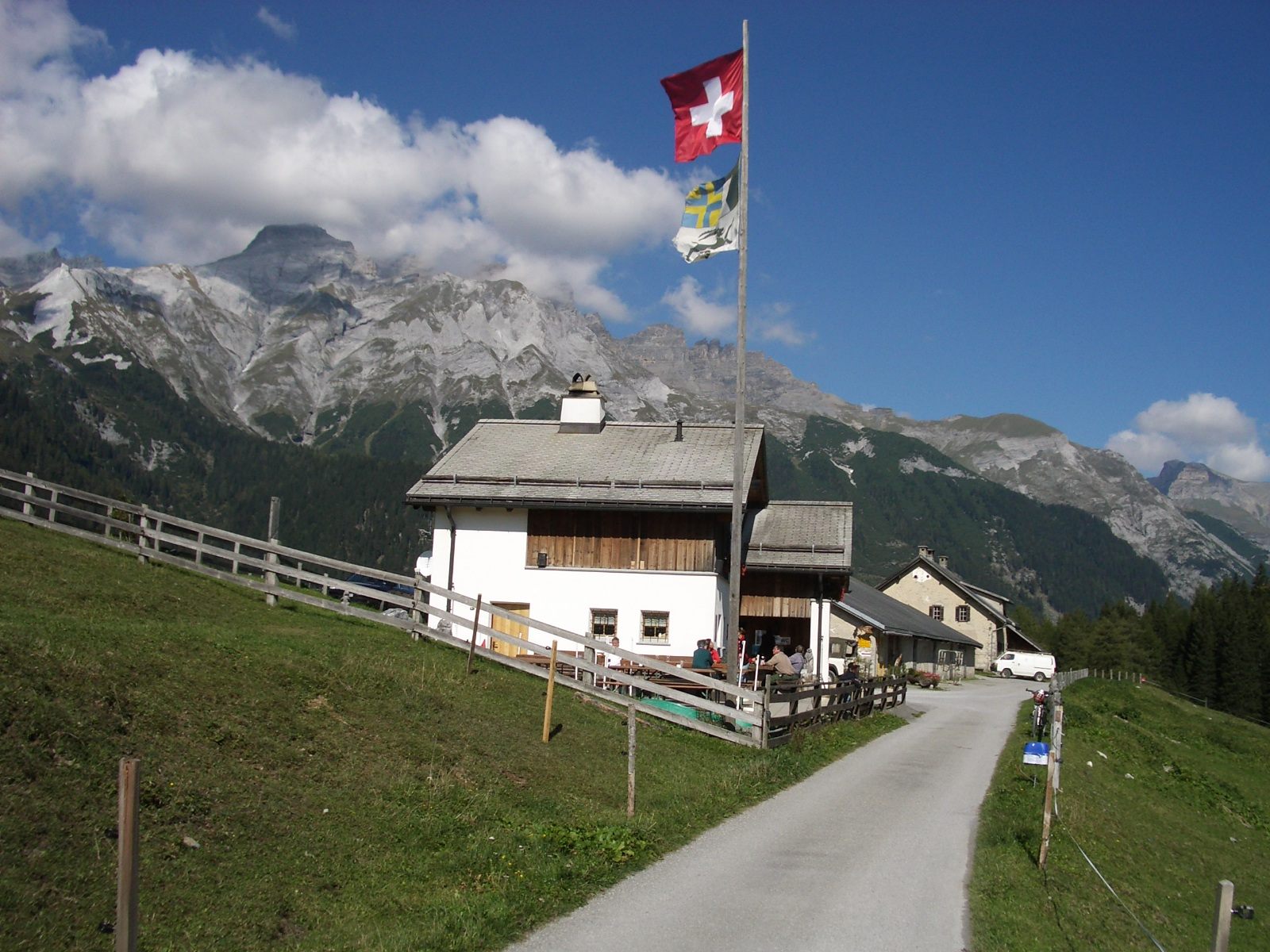
Kunkelspass
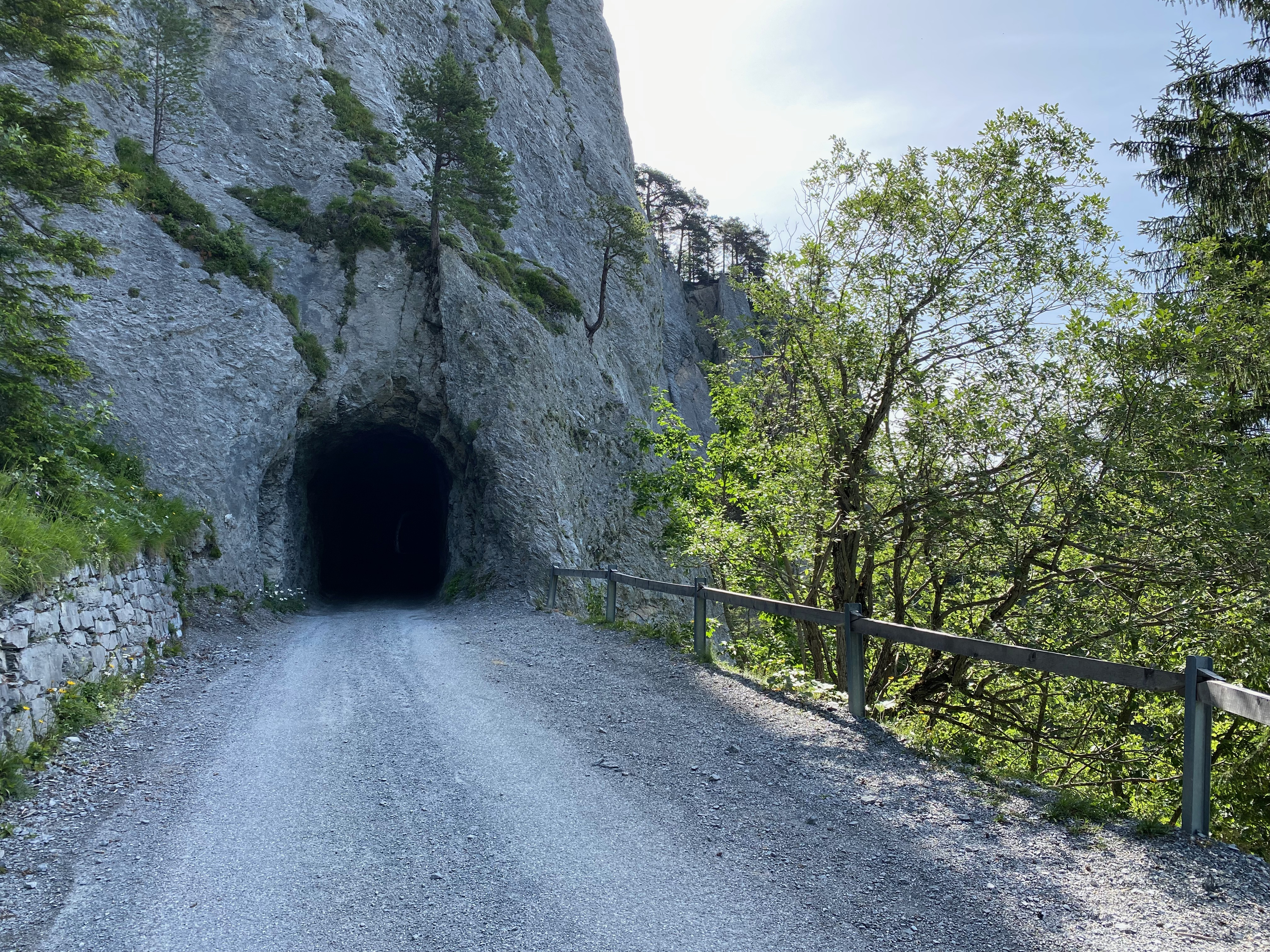
Tunneleingang, Südseite
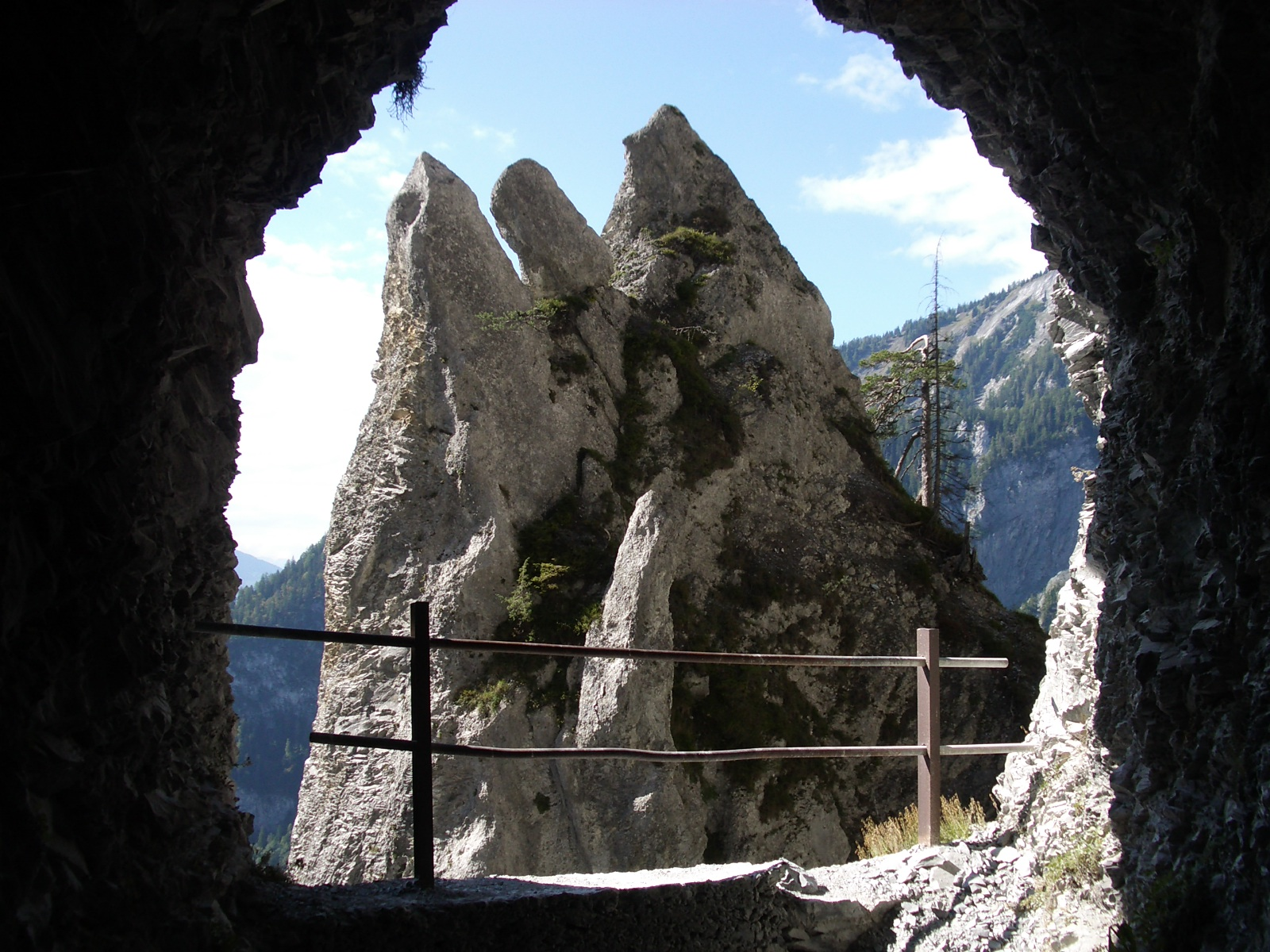
Aussichtsstollen
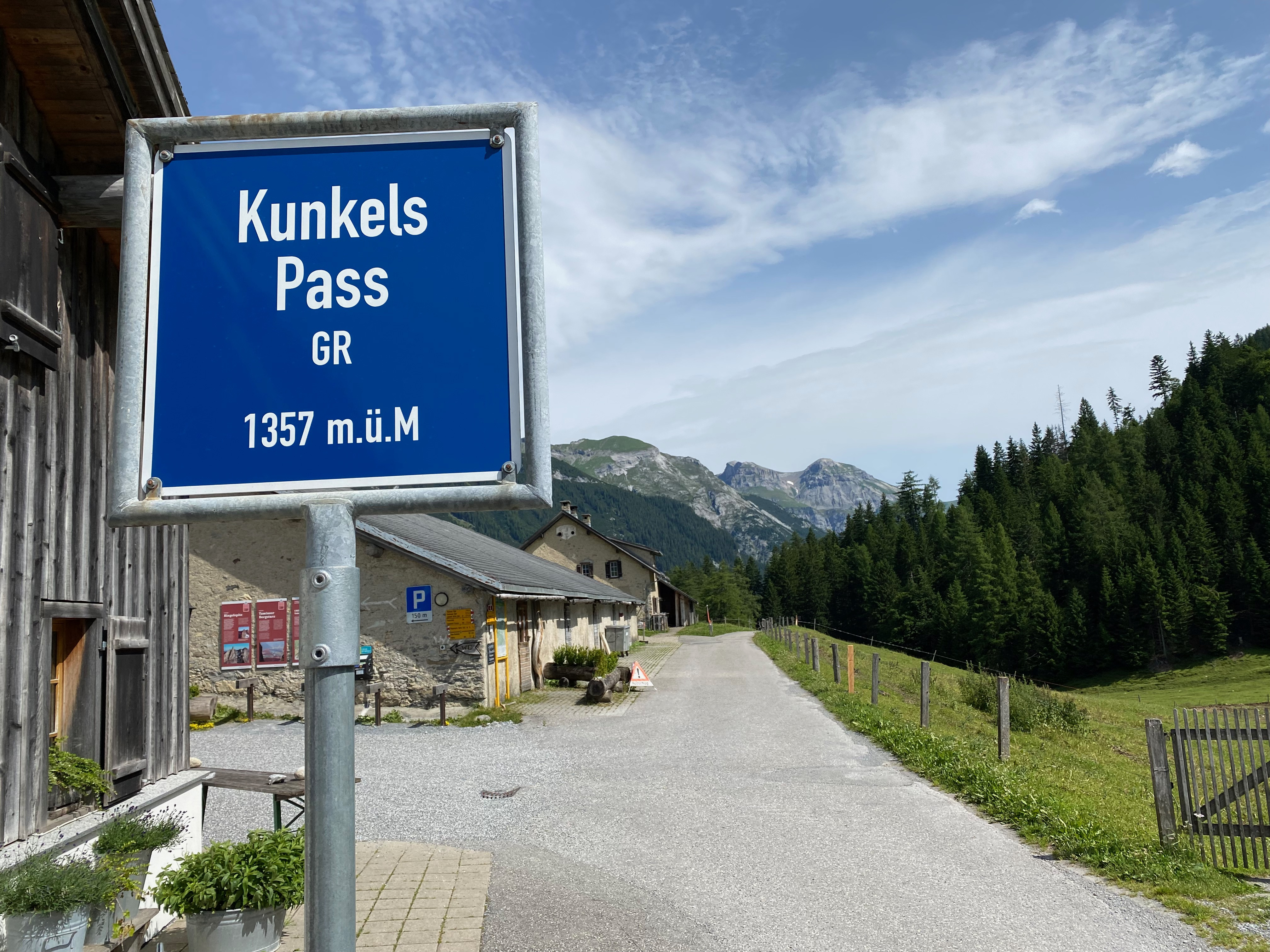
Ortstafel
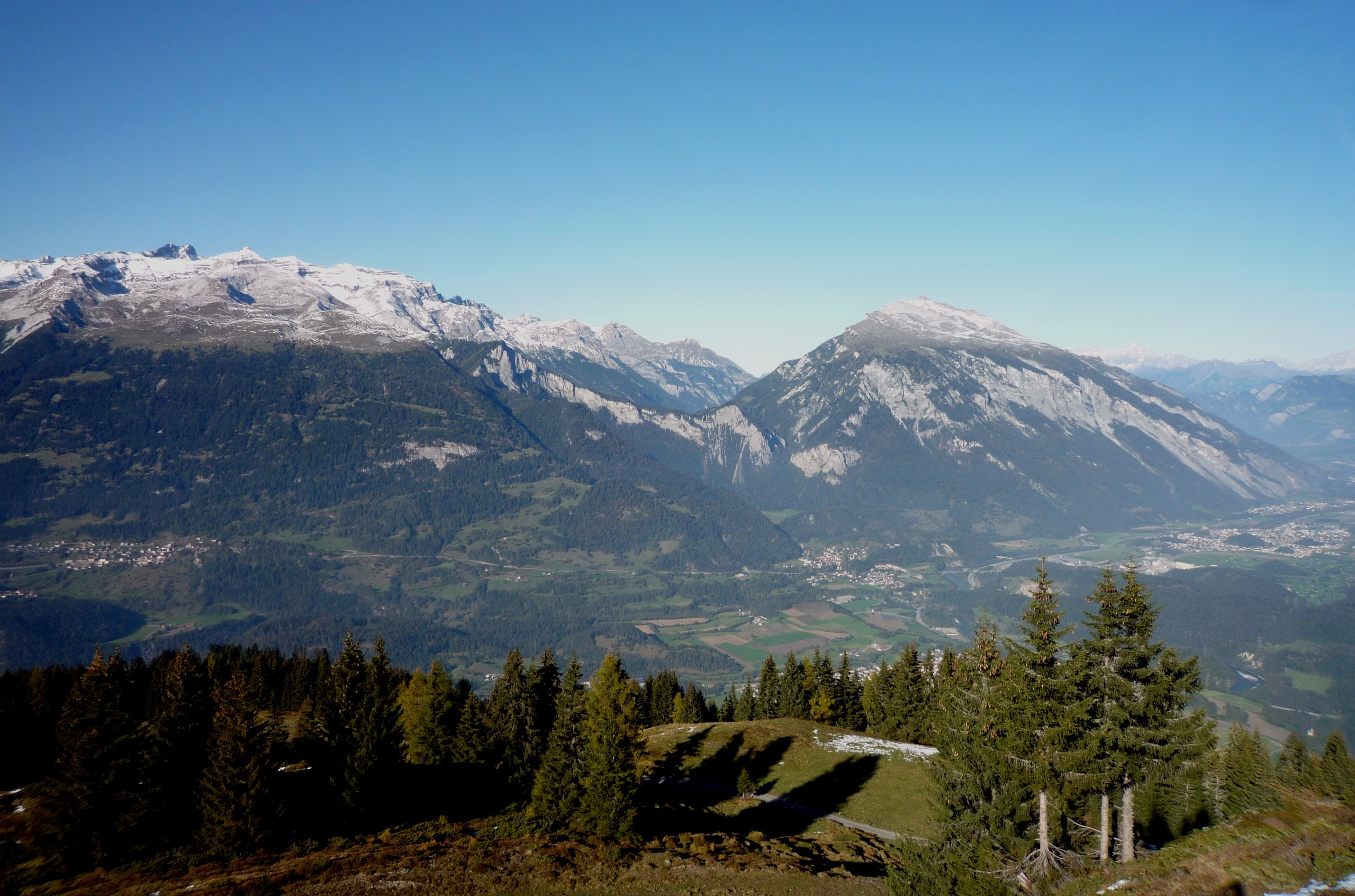
Blick über das Rheintal auf den Kunkelspass und die Abbruchfläche des Taminser Bergsturzes
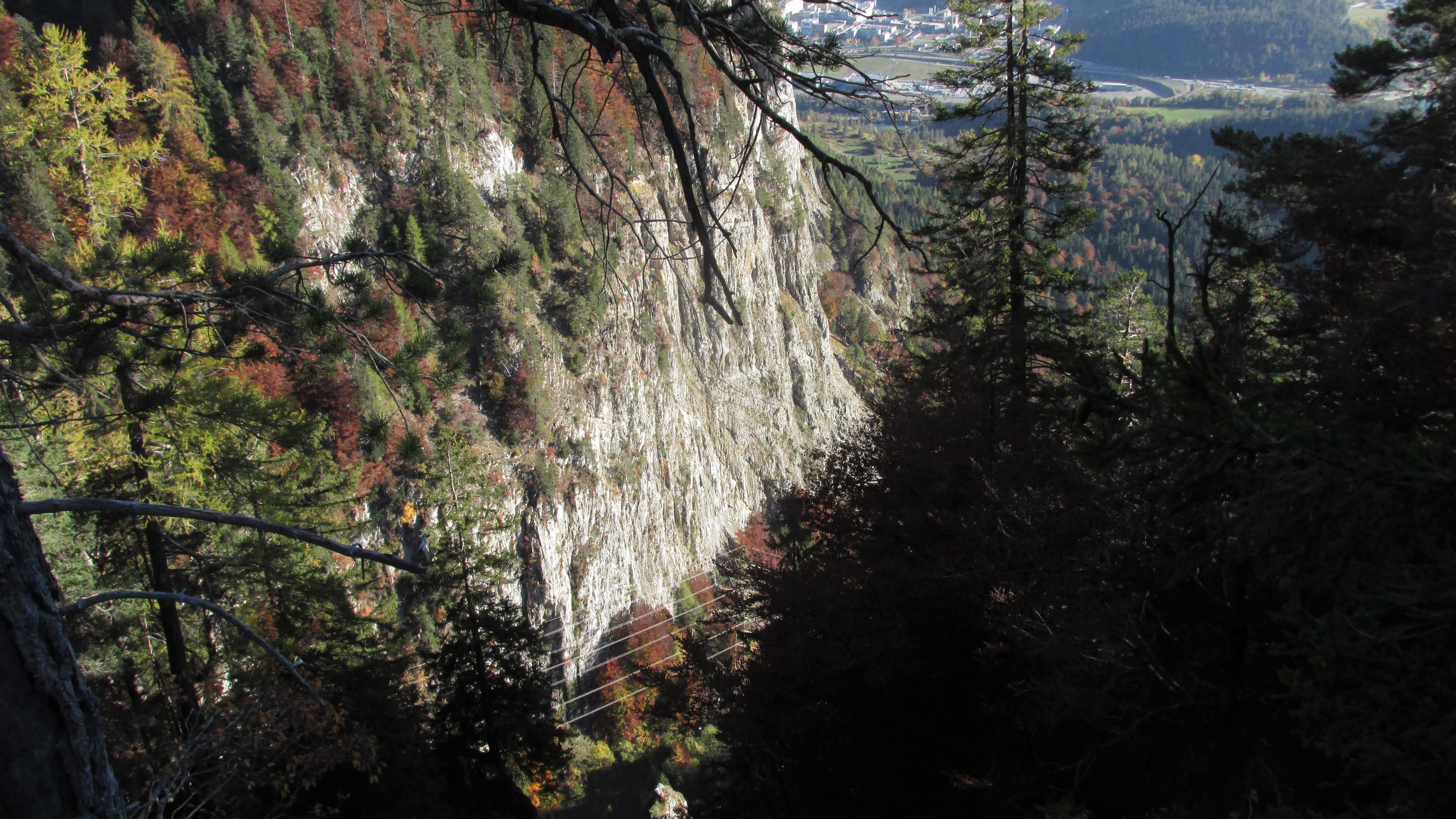
Blick ins Foppaloch, im Hintergrund das Rheintal und die Anlagen der Ems-Chemie.